# Индоксил
Индоксил — азотсодержащее ароматическое соединение, производное индола, существует преимущественно в форме карбонильного таутомера.

## Получение
Исходным продуктом для синтеза идоксила является антраниловая кислота. При взаимодействии её с хлоруксусной кислотой образуется N-(карбоксиметил)антраниловая кислота (N-фенилглицин-о-карбоновая кислота), из которой путём замыкания цикла получают индоксиловую кислоту, декарбоксилирующуюся при нагревании в индоксил.

## Химические свойства
Индоксил является высоко реакционноспособным соединением, легко депротонируется в амбидентный анион, который вступает в реакции по кислородному или по углеродному атому.
На воздухе легко самоокисляется до индиго.